# Blanka Böde-Bíró
Dans le nom hongrois Bíró Blanka, le nom de famille précède le prénom, mais cet article utilise l’ordre habituel en français Blanka Bíró, où le prénom précède le nom.

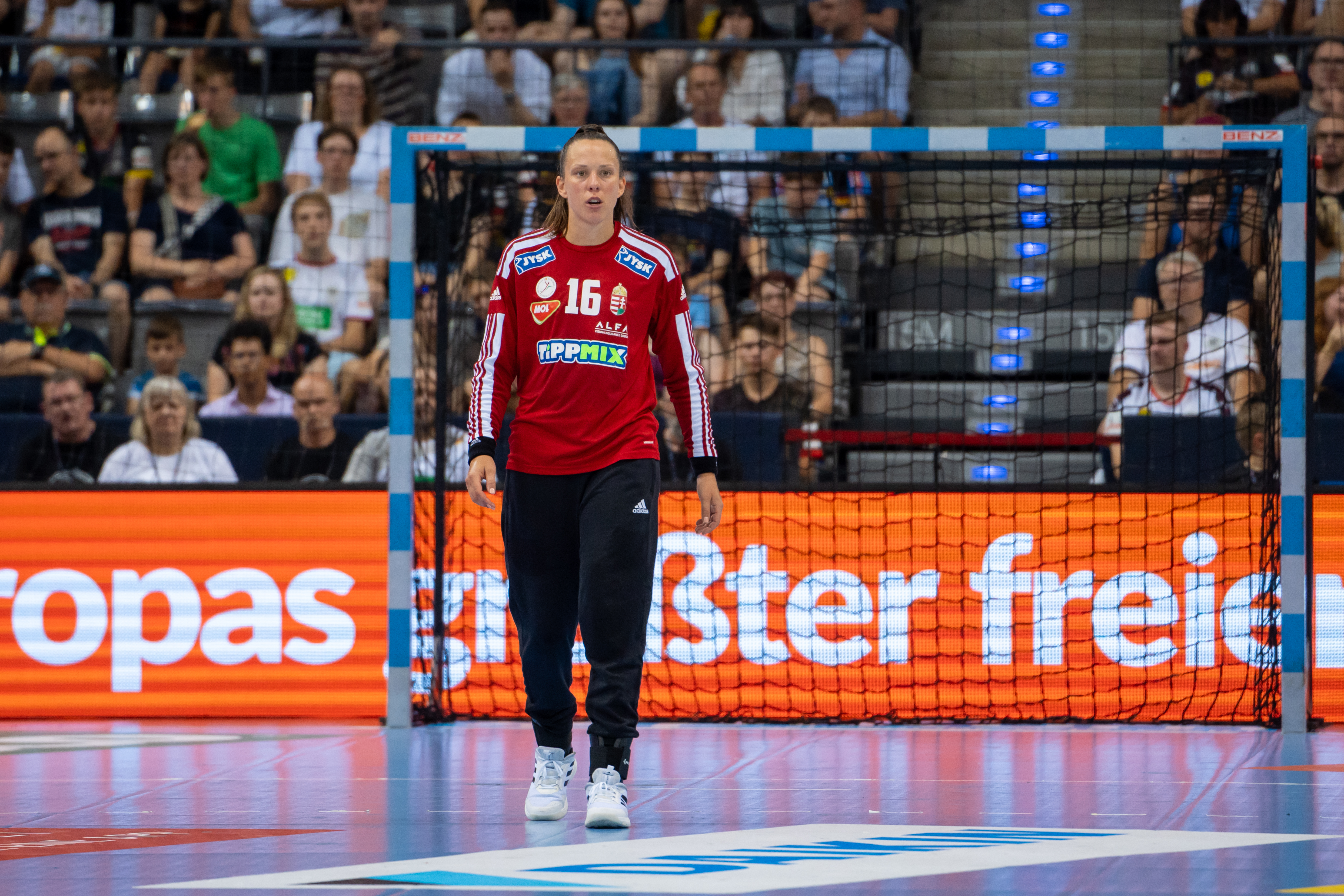
Blanka Böde-Bíró dans ses buts en juillet 2024.

Blanka Böde-Bíró, née le 22 septembre 1994 à Vác, est une handballeuse internationale hongroise évoluant au poste de gardienne de but.

## Biographie
En juin 2023, elle épouse le footballeur Dániel Böde.
En juillet 2024, elle est nommée porte-drapeau de la délégation hongroise aux Jeux olympiques d'été de 2024 en compagnie du judoka Krisztián Tóth.

## Palmarès

### Club
compétitions internationales
- Ligue des champions
  - Finaliste (1) : 2023

compétitions nationales
- Championnat de Hongrie
  - Vainqueur (2) : 2021, 2024
  - Vice-champion (5) : 2017, 2018, 2019, 2022, 2023
- Coupe de Hongrie
  - Vainqueur (4) : 2017, 2022, 2023, 2024
  - Finaliste (1) : 2019

### Sélection nationale
autres
- finaliste du championnat d'Europe junior en 2013[3].

### Distinctions individuelles
- élue meilleure jeune joueuse de la Ligue des champions 2016-2017[4]
- élue meilleure meilleure handballeuse de l'année en Hongrie en 2020 et 2023